# Sophia van de Palts

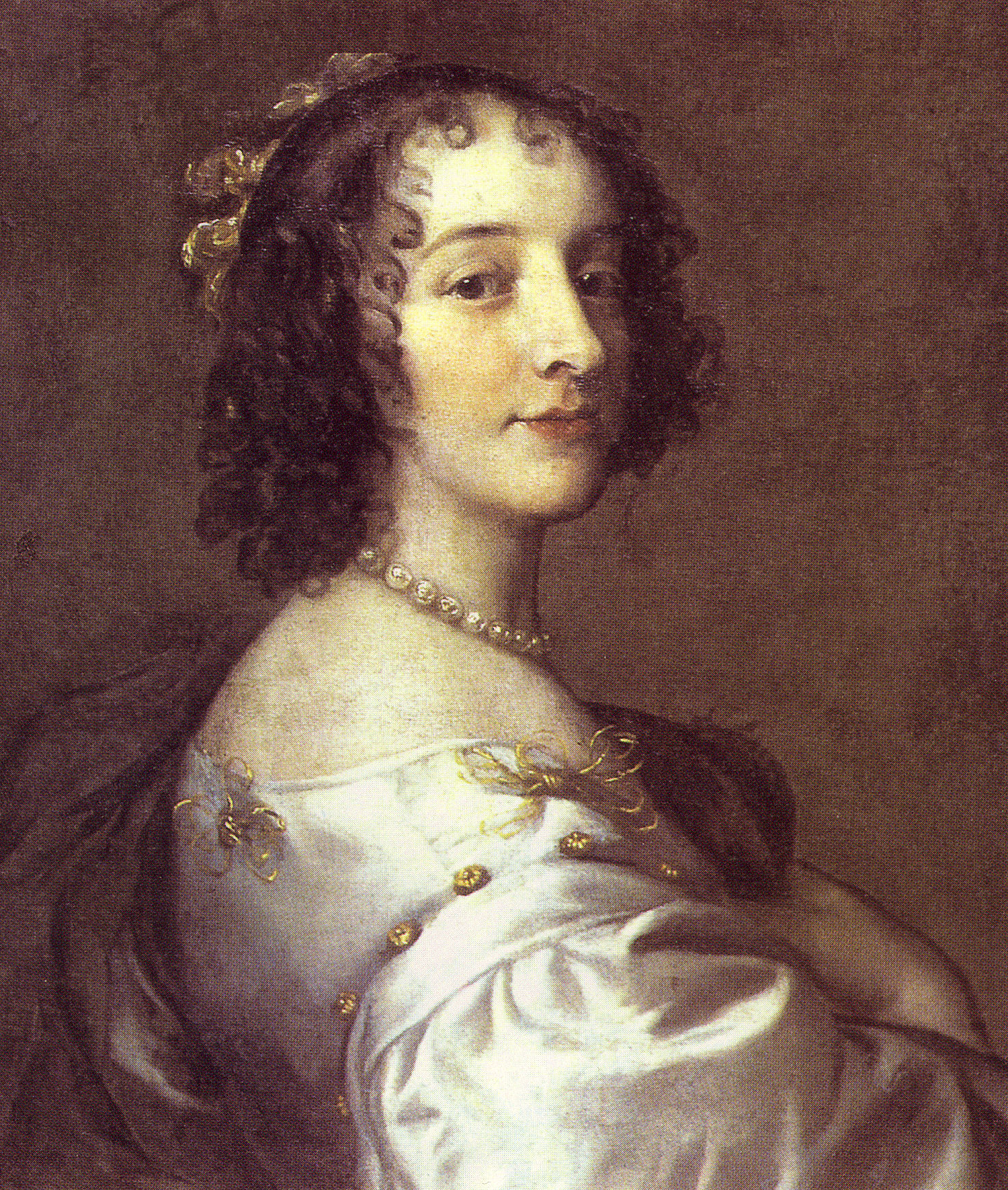
Sophia van de Palts (door Peter Lely geschilderd)

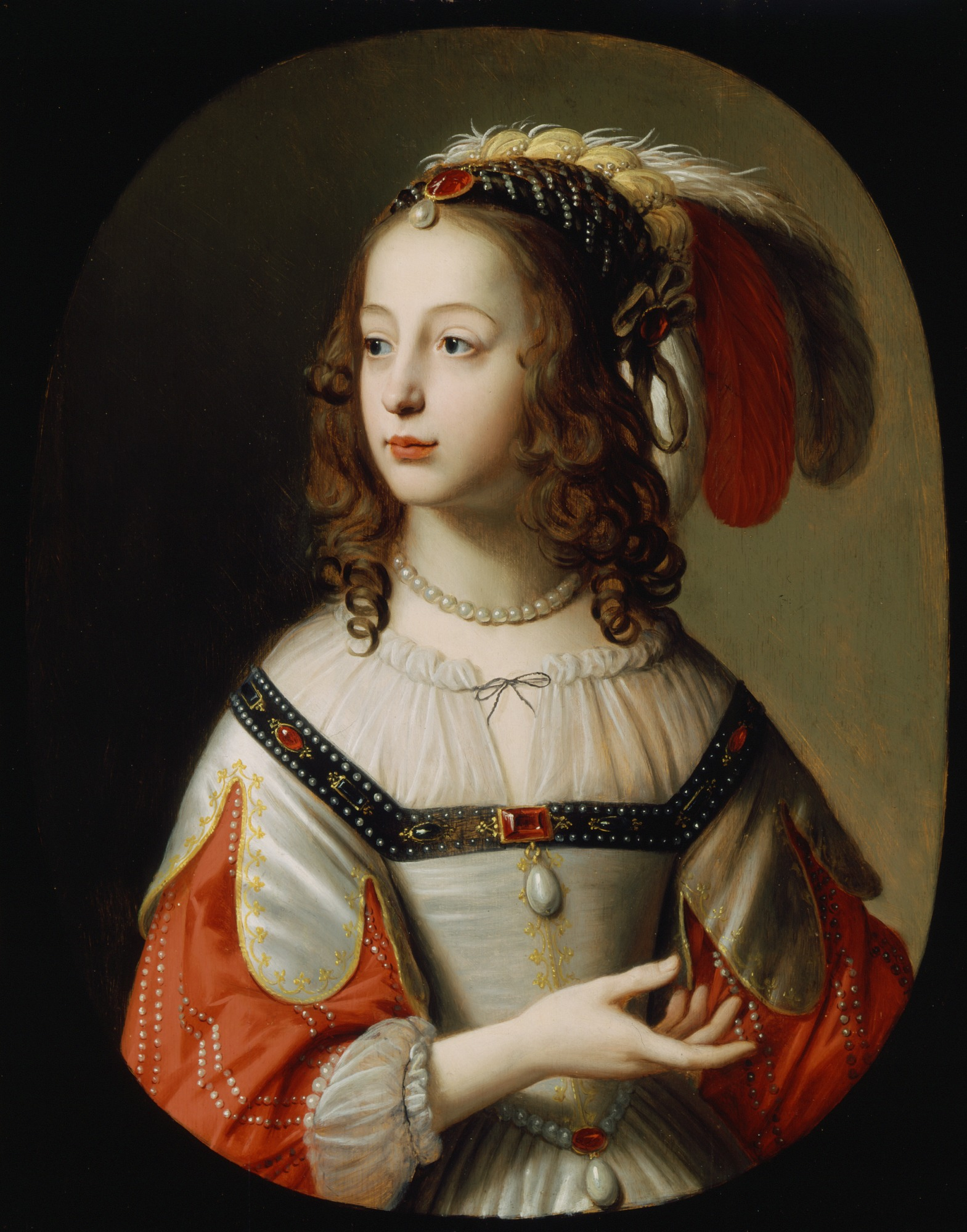
Sophia van de Palts (1641)

Sophia Dorothea van de Palts (Den Haag, 14 oktober 1630 — Herrenhausen, gemeente Hannover, 8 juni 1714) was de jongste dochter van Frederik V van de Palts en Elizabeth Stuart, een dochter van koning Jacobus I van Engeland. Door deze familieband zou ze de stammoeder van alle erfgenamen van de Britse troon nadien worden. Haar vader was een kleinzoon van Willem van Oranje en Charlotte van Bourbon.
Zij werd geboren in Den Haag, waar haar ouders op dat moment in ballingschap leefden. Zij was bevriend met de filosoof Leibniz.
Als kleindochter van koning Jacobus I speelde Sophia een belangrijke rol in de Britse erfopvolging. Zij was namelijk het meest verwante protestantse familielid van koningin Anna, die in 1714 kinderloos zou sterven. Een wet uit 1701, de Act of Settlement, bepaalde dat alleen Sophia en haar protestantse nakomelingen in aanmerking zouden kunnen komen voor de Britse troon.
Sophia zelf zou niet de volgende Britse vorstin worden, want ze stierf twee maanden voordat koningin Anna overleed. Zo werd Sophia's zoon George Lodewijk de nieuwe koning van Groot-Brittannië.

## Huwelijk en kinderen
Op 30 september 1658 trouwde ze met Ernst August van Brunswijk-Lüneburg, die later de eerste keurvorst van Hannover zou worden.
Sophia en Ernst August hadden tien kinderen, van wie er zeven de volwassen leeftijd bereikten:
- George Lodewijk (1660-1727), keurvorst van Hannover, koning van Groot-Brittannië
- Frederik August (1661-1690), gesneuveld in de strijd tegen de Turken
- Maximiliaan Willem (1666-1726), keizerlijk veldmaarschalk
- Sophie Charlotte (1668-1705), gehuwd met Frederik I van Pruisen, bewoonde in Berlijn het naar haar genoemde Slot Charlottenburg
- Karel Filips (1669-1690), gesneuveld in de strijd tegen de Turken
- Christiaan Hendrik (1671-1703), verdronken in de Donau tijdens de veldtocht tegen de Fransen
- Ernst August (1674-1728), prins-bisschop van Osnabrück en hertog van York en Albany

Door de naturalisatiewet voor Sophia, ontstond in Nederland in januari 2006 'enige beroering' over de nationaliteit van koningin Beatrix. Zij stamt rechtstreeks af van Sophia, waardoor haar automatisch het Britse staatsburgerschap toekomt.

## Kwartierstaat
| Lodewijk VI van de Palts (1539-1583)      | Lodewijk VI van de Palts (1539-1583)      | Lodewijk VI van de Palts (1539-1583)      | Lodewijk VI van de Palts (1539-1583)      | Lodewijk VI van de Palts (1539-1583)      | Lodewijk VI van de Palts (1539-1583)      | Elisabeth van Hessen (1539–1582)     | Elisabeth van Hessen (1539–1582)     | Elisabeth van Hessen (1539–1582)     | Elisabeth van Hessen (1539–1582)     | Elisabeth van Hessen (1539–1582)    | Elisabeth van Hessen (1539–1582)    |                                     |                                     | Willem van Oranje (1533–1584)       | Willem van Oranje (1533–1584)       | Willem van Oranje (1533–1584)         | Willem van Oranje (1533–1584)         | Willem van Oranje (1533–1584)         | Willem van Oranje (1533–1584)         | Charlotte van Bourbon (ca. 1546–1582) | Charlotte van Bourbon (ca. 1546–1582) | Charlotte van Bourbon (ca. 1546–1582) | Charlotte van Bourbon (ca. 1546–1582) | Charlotte van Bourbon (ca. 1546–1582)      | Charlotte van Bourbon (ca. 1546–1582)      |                                            |                                            | Henry Stuart Darnley (1545-1567)           | Henry Stuart Darnley (1545-1567)           | Henry Stuart Darnley (1545-1567) | Henry Stuart Darnley (1545-1567) | Henry Stuart Darnley (1545-1567)   | Henry Stuart Darnley (1545-1567)   | Maria I van Schotland (1542-1587)  | Maria I van Schotland (1542-1587)  | Maria I van Schotland (1542-1587)  | Maria I van Schotland (1542-1587)  | Maria I van Schotland (1542-1587) | Maria I van Schotland (1542-1587) |                                 |                                 | Frederik II van Denemarken (1534-1588) | Frederik II van Denemarken (1534-1588) | Frederik II van Denemarken (1534-1588) | Frederik II van Denemarken (1534-1588) | Frederik II van Denemarken (1534-1588) | Frederik II van Denemarken (1534-1588) | Sophia van Mecklenburg-Güstrow (1557-1631) | Sophia van Mecklenburg-Güstrow (1557-1631) | Sophia van Mecklenburg-Güstrow (1557-1631) | Sophia van Mecklenburg-Güstrow (1557-1631) | Sophia van Mecklenburg-Güstrow (1557-1631) | Sophia van Mecklenburg-Güstrow (1557-1631) |  |  |  |  |  |  |  |  |  |  |  |  |  |  |  |  |  |  |  |  |  |  |  |  |  |  |  |  |  |  |  |  |  |  |  |  |  |  |  |  |  |  |  |  |  |  |  |  |
| Lodewijk VI van de Palts (1539-1583)      | Lodewijk VI van de Palts (1539-1583)      | Lodewijk VI van de Palts (1539-1583)      | Lodewijk VI van de Palts (1539-1583)      | Lodewijk VI van de Palts (1539-1583)      | Lodewijk VI van de Palts (1539-1583)      | Elisabeth van Hessen (1539–1582)     | Elisabeth van Hessen (1539–1582)     | Elisabeth van Hessen (1539–1582)     | Elisabeth van Hessen (1539–1582)     | Elisabeth van Hessen (1539–1582)    | Elisabeth van Hessen (1539–1582)    |                                     |                                     | Willem van Oranje (1533–1584)       | Willem van Oranje (1533–1584)       | Willem van Oranje (1533–1584)         | Willem van Oranje (1533–1584)         | Willem van Oranje (1533–1584)         | Willem van Oranje (1533–1584)         | Charlotte van Bourbon (ca. 1546–1582) | Charlotte van Bourbon (ca. 1546–1582) | Charlotte van Bourbon (ca. 1546–1582) | Charlotte van Bourbon (ca. 1546–1582) | Charlotte van Bourbon (ca. 1546–1582)      | Charlotte van Bourbon (ca. 1546–1582)      |                                            |                                            | Henry Stuart Darnley (1545-1567)           | Henry Stuart Darnley (1545-1567)           | Henry Stuart Darnley (1545-1567) | Henry Stuart Darnley (1545-1567) | Henry Stuart Darnley (1545-1567)   | Henry Stuart Darnley (1545-1567)   | Maria I van Schotland (1542-1587)  | Maria I van Schotland (1542-1587)  | Maria I van Schotland (1542-1587)  | Maria I van Schotland (1542-1587)  | Maria I van Schotland (1542-1587) | Maria I van Schotland (1542-1587) |                                 |                                 | Frederik II van Denemarken (1534-1588) | Frederik II van Denemarken (1534-1588) | Frederik II van Denemarken (1534-1588) | Frederik II van Denemarken (1534-1588) | Frederik II van Denemarken (1534-1588) | Frederik II van Denemarken (1534-1588) | Sophia van Mecklenburg-Güstrow (1557-1631) | Sophia van Mecklenburg-Güstrow (1557-1631) | Sophia van Mecklenburg-Güstrow (1557-1631) | Sophia van Mecklenburg-Güstrow (1557-1631) | Sophia van Mecklenburg-Güstrow (1557-1631) | Sophia van Mecklenburg-Güstrow (1557-1631) |  |  |  |  |  |  |  |  |  |  |  |  |  |  |  |  |  |  |  |  |  |  |  |  |  |  |  |  |  |  |  |  |  |  |  |  |  |  |  |  |  |  |  |  |  |  |  |  |
|                                           |                                           |                                           |                                           |                                           |                                           |                                      |                                      |                                      |                                      |                                     |                                     |                                     |                                     |                                     |                                     |                                       |                                       |                                       |                                       |                                       |                                       |                                       |                                       |                                            |                                            |                                            |                                            |                                            |                                            |                                  |                                  |                                    |                                    |                                    |                                    |                                    |                                    |                                   |                                   |                                 |                                 |                                        |                                        |                                        |                                        |                                        |                                        |                                            |                                            |                                            |                                            |                                            |                                            |  |  |  |  |  |  |  |  |  |  |  |  |  |  |  |  |  |  |  |  |  |  |  |  |  |  |  |  |  |  |  |  |  |  |  |  |  |  |  |  |  |  |  |  |  |  |  |  |
|                                           |                                           |                                           |                                           | Frederik IV van de Palts (1574-1610)      | Frederik IV van de Palts (1574-1610)      | Frederik IV van de Palts (1574-1610) | Frederik IV van de Palts (1574-1610) | Frederik IV van de Palts (1574-1610) | Frederik IV van de Palts (1574-1610) |                                     |                                     |                                     |                                     |                                     |                                     | Louise Juliana van Nassau (1576-1644) | Louise Juliana van Nassau (1576-1644) | Louise Juliana van Nassau (1576-1644) | Louise Juliana van Nassau (1576-1644) | Louise Juliana van Nassau (1576-1644) | Louise Juliana van Nassau (1576-1644) |                                       |                                       |                                            |                                            |                                            |                                            |                                            |                                            |                                  |                                  | Jacobus I van Engeland (1566-1625) | Jacobus I van Engeland (1566-1625) | Jacobus I van Engeland (1566-1625) | Jacobus I van Engeland (1566-1625) | Jacobus I van Engeland (1566-1625) | Jacobus I van Engeland (1566-1625) |                                   |                                   |                                 |                                 |                                        |                                        | Anna van Denemarken (1574-1619)        | Anna van Denemarken (1574-1619)        | Anna van Denemarken (1574-1619)        | Anna van Denemarken (1574-1619)        | Anna van Denemarken (1574-1619)            | Anna van Denemarken (1574-1619)            |                                            |                                            |                                            |                                            |  |  |  |  |  |  |  |  |  |  |  |  |  |  |  |  |  |  |  |  |  |  |  |  |  |  |  |  |  |  |  |  |  |  |  |  |  |  |  |  |  |  |  |  |  |  |  |  |
|                                           |                                           |                                           |                                           | Frederik IV van de Palts (1574-1610)      | Frederik IV van de Palts (1574-1610)      | Frederik IV van de Palts (1574-1610) | Frederik IV van de Palts (1574-1610) | Frederik IV van de Palts (1574-1610) | Frederik IV van de Palts (1574-1610) |                                     |                                     |                                     |                                     |                                     |                                     | Louise Juliana van Nassau (1576-1644) | Louise Juliana van Nassau (1576-1644) | Louise Juliana van Nassau (1576-1644) | Louise Juliana van Nassau (1576-1644) | Louise Juliana van Nassau (1576-1644) | Louise Juliana van Nassau (1576-1644) |                                       |                                       |                                            |                                            |                                            |                                            |                                            |                                            |                                  |                                  | Jacobus I van Engeland (1566-1625) | Jacobus I van Engeland (1566-1625) | Jacobus I van Engeland (1566-1625) | Jacobus I van Engeland (1566-1625) | Jacobus I van Engeland (1566-1625) | Jacobus I van Engeland (1566-1625) |                                   |                                   |                                 |                                 |                                        |                                        | Anna van Denemarken (1574-1619)        | Anna van Denemarken (1574-1619)        | Anna van Denemarken (1574-1619)        | Anna van Denemarken (1574-1619)        | Anna van Denemarken (1574-1619)            | Anna van Denemarken (1574-1619)            |                                            |                                            |                                            |                                            |  |  |  |  |  |  |  |  |  |  |  |  |  |  |  |  |  |  |  |  |  |  |  |  |  |  |  |  |  |  |  |  |  |  |  |  |  |  |  |  |  |  |  |  |  |  |  |  |
|                                           |                                           |                                           |                                           |                                           |                                           |                                      |                                      |                                      |                                      | Frederik V van de Palts (1596-1632) | Frederik V van de Palts (1596-1632) | Frederik V van de Palts (1596-1632) | Frederik V van de Palts (1596-1632) | Frederik V van de Palts (1596-1632) | Frederik V van de Palts (1596-1632) |                                       |                                       |                                       |                                       |                                       |                                       |                                       |                                       |                                            |                                            |                                            |                                            |                                            |                                            |                                  |                                  |                                    |                                    |                                    |                                    |                                    |                                    | Elizabeth Stuart (1596-1662)      | Elizabeth Stuart (1596-1662)      | Elizabeth Stuart (1596-1662)    | Elizabeth Stuart (1596-1662)    | Elizabeth Stuart (1596-1662)           | Elizabeth Stuart (1596-1662)           |                                        |                                        |                                        |                                        |                                            |                                            |                                            |                                            |                                            |                                            |  |  |  |  |  |  |  |  |  |  |  |  |  |  |  |  |  |  |  |  |  |  |  |  |  |  |  |  |  |  |  |  |  |  |  |  |  |  |  |  |  |  |  |  |  |  |  |  |
|                                           |                                           |                                           |                                           |                                           |                                           |                                      |                                      |                                      |                                      | Frederik V van de Palts (1596-1632) | Frederik V van de Palts (1596-1632) | Frederik V van de Palts (1596-1632) | Frederik V van de Palts (1596-1632) | Frederik V van de Palts (1596-1632) | Frederik V van de Palts (1596-1632) |                                       |                                       |                                       |                                       |                                       |                                       |                                       |                                       |                                            |                                            |                                            |                                            |                                            |                                            |                                  |                                  |                                    |                                    |                                    |                                    |                                    |                                    | Elizabeth Stuart (1596-1662)      | Elizabeth Stuart (1596-1662)      | Elizabeth Stuart (1596-1662)    | Elizabeth Stuart (1596-1662)    | Elizabeth Stuart (1596-1662)           | Elizabeth Stuart (1596-1662)           |                                        |                                        |                                        |                                        |                                            |                                            |                                            |                                            |                                            |                                            |  |  |  |  |  |  |  |  |  |  |  |  |  |  |  |  |  |  |  |  |  |  |  |  |  |  |  |  |  |  |  |  |  |  |  |  |  |  |  |  |  |  |  |  |  |  |  |  |
|                                           |                                           |                                           |                                           |                                           |                                           |                                      |                                      |                                      |                                      |                                     |                                     |                                     |                                     |                                     |                                     |                                       |                                       |                                       |                                       |                                       |                                       |                                       |                                       |                                            |                                            |                                            |                                            |                                            |                                            |                                  |                                  |                                    |                                    |                                    |                                    |                                    |                                    |                                   |                                   |                                 |                                 |                                        |                                        |                                        |                                        |                                        |                                        |                                            |                                            |                                            |                                            |                                            |                                            |  |  |  |  |  |  |  |  |  |  |  |  |  |  |  |  |  |  |  |  |  |  |  |  |  |  |  |  |  |  |  |  |  |  |  |  |  |  |  |  |  |  |  |  |  |  |  |  |
|                                           |                                           |                                           |                                           |                                           |                                           |                                      |                                      |                                      |                                      |                                     |                                     |                                     |                                     |                                     |                                     |                                       |                                       |                                       |                                       |                                       |                                       |                                       |                                       |                                            |                                            |                                            |                                            |                                            |                                            |                                  |                                  |                                    |                                    |                                    |                                    |                                    |                                    |                                   |                                   |                                 |                                 |                                        |                                        |                                        |                                        |                                        |                                        |                                            |                                            |                                            |                                            |                                            |                                            |  |  |  |  |  |  |  |  |  |  |  |  |  |  |  |  |  |  |  |  |  |  |  |  |  |  |  |  |  |  |  |  |  |  |  |  |  |  |  |  |  |  |  |  |  |  |  |  |
| Karel I Lodewijk van de Palts (1617-1680) | Karel I Lodewijk van de Palts (1617-1680) | Karel I Lodewijk van de Palts (1617-1680) | Karel I Lodewijk van de Palts (1617-1680) | Karel I Lodewijk van de Palts (1617-1680) | Karel I Lodewijk van de Palts (1617-1680) |                                      |                                      | Ruprecht van de Palts (1619-1682)    | Ruprecht van de Palts (1619-1682)    | Ruprecht van de Palts (1619-1682)   | Ruprecht van de Palts (1619-1682)   | Ruprecht van de Palts (1619-1682)   | Ruprecht van de Palts (1619-1682)   |                                     |                                     | Maurits van de Palts (1621-1652)      | Maurits van de Palts (1621-1652)      | Maurits van de Palts (1621-1652)      | Maurits van de Palts (1621-1652)      | Maurits van de Palts (1621-1652)      | Maurits van de Palts (1621-1652)      |                                       |                                       | Louise Hollandine van de Palts (1622-1709) | Louise Hollandine van de Palts (1622-1709) | Louise Hollandine van de Palts (1622-1709) | Louise Hollandine van de Palts (1622-1709) | Louise Hollandine van de Palts (1622-1709) | Louise Hollandine van de Palts (1622-1709) |                                  |                                  | Eduard van de Palts (1625-1663)    | Eduard van de Palts (1625-1663)    | Eduard van de Palts (1625-1663)    | Eduard van de Palts (1625-1663)    | Eduard van de Palts (1625-1663)    | Eduard van de Palts (1625-1663)    |                                   |                                   | Sophia van de Palts (1630-1714) | Sophia van de Palts (1630-1714) | Sophia van de Palts (1630-1714)        | Sophia van de Palts (1630-1714)        | Sophia van de Palts (1630-1714)        | Sophia van de Palts (1630-1714)        |                                        |                                        | ... + 4 broers en 3 zusters                | ... + 4 broers en 3 zusters                | ... + 4 broers en 3 zusters                | ... + 4 broers en 3 zusters                | ... + 4 broers en 3 zusters                | ... + 4 broers en 3 zusters                |  |  |  |  |  |  |  |  |  |  |  |  |  |  |  |  |  |  |  |  |  |  |  |  |  |  |  |  |  |  |  |  |  |  |  |  |  |  |  |  |  |  |  |  |  |  |  |  |